# Ursinia subflosculosa
Ursinia subflosculosa là một loài thực vật có hoa trong họ Cúc. Loài này được (DC.) Prassler miêu tả khoa học đầu tiên năm 1967.